# Beat-Club
Der Beat-Club war die erste Musiksendung mit englischsprachigen Interpreten im deutschen Fernsehen. Sie war speziell für Jugendliche konzipiert worden, wurde von Radio Bremen produziert und von 1965 bis 1972 ausgestrahlt.

## Erfordernis
Die weitgehende Ignoranz des bundesdeutschen öffentlich-rechtlichen Rundfunks im Hinblick auf englischsprachige Pop-Musik führte zur Abwanderung der jugendlichen Zielgruppe der 14- bis 34-jährigen Zuhörer und Zuschauer zu Soldatensendern wie BFBS oder AFN, Radio Luxemburg oder zu Piratensendern. Ab 1960 – und verstärkt seit 1963 mit Aufkommen der Beatmusik – war das Interesse der deutschen Jugendlichen an der englischsprachigen Pop-Musik so stark gewachsen, dass es in der deutschen Hitparade deutlich ablesbar wurde.
Diesem Zeitgeist konnten sich die Fernsehmacher letztlich nicht mehr widersetzen und beauftragten Mitte 1965 Michael „Mike“ Leckebusch, damals in der Unterhaltungsredaktion bei Radio Bremen, und Gerhard „Gerd“ Augustin, einen ortsbekannten Bremer Discjockey, ein Konzept zu entwickeln.
Augustin hatte seit Dezember 1963 als einer der ersten deutschen DJs im Bremer „Twen Club“ Erfahrungen sammeln können, das Konzept der Sendung selbst jedoch fußte schließlich auf Ideen, die der Anthropologe und Jazz-Experte Ernst Bornemann schon zwei Jahre zuvor für das geplante Deutschland-Fernsehen entwickelt hatte. So war das Sendeformat am Vorbild des amerikanischen American Bandstand orientiert, wo Interpreten Playback sangen und die Live-Atmosphäre durch tanzende Jugendliche hergestellt werden sollte, ein Format, das bei vielen Erwachsenen auf absolutes Unverständnis und Ablehnung stieß, und das, obwohl die Beatmusik längst den deutschen Markt erobert hatte und die Jugend zunehmend das Lebensgefühl des Hippiezeitalters und seiner „Flower-Power-Generation“ zu favorisieren begann.

## Erstsendung
Am 25. September 1965 wurde die erste Sendung live ausgestrahlt. Die Reaktion des älteren Publikums fürchtend, kündigte Wilhelm Wieben, der spätere Tagesschausprecher, die Livesendung mit tanzenden Jugendlichen und lauter Musik mit einer Vorwarnung für die Eltern an („Sie aber, meine Damen und Herren, die Sie Beat-Musik nicht mögen, bitten wir um Verständnis …“).
Durch die Sendung führte das Moderatorenpaar Uschi Nerke und Gerhard Augustin, der nur bis zur 8. Folge blieb. Das Format sah Liveauftritte vor Publikum, Einspielfilme bekannter Künstler und GoGo-Girls als Blickfang vor. Insgesamt waren für die erste Folge 150 Jugendliche aus dem „Twen Club“ sowie Freunde und Bekannte von Mitarbeitern des Senders eingeladen. Die erste Folge konnte noch nicht den Anspruch auf erstklassige Popstars erheben und musste sich mit regional bekannten Interpreten begnügen. Es spielten die Bremer „Yankees“ als Opener der ersten Folge mit dem Titel „Halbstark“, gefolgt von drei weiteren Songs in Englisch, „The Liverbirds“, eine weibliche Beatband aus Liverpool mit drei Songs, sowie „John O’Hara & His Playboys“ mit ebenfalls drei Songs. Die Sendung wurde von 16:45 Uhr bis 17:15 Uhr am Samstag ausgestrahlt.

## Weitere Folgen

Mood-Mosaic – A Touch of Velvet – A Sting of Brass

Von erwartungsgemäßer Kritik seitens Erwachsener abgesehen, traf schon die erste Folge bei den jugendlichen Zuschauern auf breite Zustimmung, und so erreichte die Sendung unter Jugendlichen in ganz Deutschland (also auch dort in der DDR, wo „Westfernsehen“ zu empfangen war) schnell Kultstatus. Sie wurde regelmäßig von 63 % der (West-)Deutschen unter 30 Jahren gesehen, 55 % der von Infratest befragten Teens und Twens hielten die Sendung für ausgezeichnet oder gut. Die Eintrittskarten waren begehrt und wurden über Bremen hinaus gehandelt, so dass die Nachfrage bald die Saalkapazitäten überstieg. Dabei war es für die Produzenten zunächst schwer, erstklassige englischsprachige Interpreten einzuladen. Das zeigte sich noch bis 4. Dezember 1965, als Sonny & Cher und Gerry & The Pacemakers gewonnen werden konnten. Auch der Erfolg der Band The Lords wurde nicht ignoriert, so dass sie mit gleich sieben Titeln am 22. Januar 1966 vertreten waren. Als Titelmusik wurde zunächst Rinky Dink von „Sounds Incorporated“ genutzt, die ab 13. Juli 1968 durch die mittlerweile legendäre Erkennungsmelodie A Touch of Velvet – A Sting of Brass von der unbekannten Gruppe The Mood Mosaic Featuring The Ladybirds ersetzt wurde, ein Titel, der heute unter Sammlern als Rarität gehandelt wird.
Ab Folge 35 (14. September 1968) kam bis Folge 74 der WDR als mitproduzierender Partner hinzu, wobei die Sendezeit auf 60 Minuten ausgedehnt wurde. Ab Folge 51 (31. Januar 1970) wurde in Farbe gesendet, die GoGo-Girls hatten in Folge 55 (30. Mai 1970) ihren letzten Auftritt.
Bemerkenswert war Leckebuschs fernsehmäßige Umsetzung der Musik, die vom Einsatz visueller Effekte bis zur Grenze der damaligen technischen Möglichkeiten begleitet wurde. Besonders nach dem Einzug der Farbtechnik dominierten teilweise übertriebene psychedelische Bild- und Farbeffekte. Der Beat-Club war auch die erste Sendung im westdeutschen Fernsehen, die Jingles einsetzte.
Ab 1969 veränderte sich das Gesicht des Beat-Clubs. War es bisher eine Sendung mit Pop und Beatmusik, wurde die Sendung zunehmend progressiver. Man entfernte sich von der Hitparadenkultur und die Bands spielten immer öfter live, Playback gab es schon bald nicht mehr. Mit Anfang der Farbära war die Wandlung endgültig vollzogen. In Zukunft sollten Progressiv- und Jazzrockbands das Bild bestimmen. Soft Machine, Santana, Jethro Tull, Yes, Curved Air, Deep Purple, um nur ein paar Namen zu nennen, traten nun live im Beat-Club auf. 
Am 21. April 1972 traten die Grateful Dead im Beatclub auf und spielten ein für ihre Verhältnisse kurzes Set. Einige Titel davon wurden auf dem Live-Album Europe ’72 veröffentlicht. 
Allerdings war es nicht mehr der große Massengeschmack, der hier bedient wurde, sodass die Sendung allmählich eine für Kenner und Freaks wurde. Da das Konzept an einem Samstagnachmittag nicht mehr gefragt war, wurde der Beat-Club schließlich im Dezember 1972 eingestellt.

## Moderatoren
Die bekannteste Moderatorin war die Architekturstudentin Uschi Nerke. Bei den Männern folgte auf Gerd Augustin bereits ab 28. Mai 1966 Dave Lee Travis, der auch beim Piratensender Radio Caroline moderierte und nach Folge 45 (2. August 1969) zur BBC wechselte. Für die nächsten acht Folgen konnte Dave Dee von der Musikformation „Dave Dee, Dozy, Beaky, Mick & Tich“ gewonnen werden. Außerdem trat Eddi Vickers sporadisch in einigen Folgen auf.
Am 9. Dezember 1972 wurde die Sendung nach 84 Folgen eingestellt. Als Nachfolgesendung produzierte Radio Bremen den Musikladen, moderiert wiederum von Uschi Nerke mit Manfred Sexauer an ihrer Seite.

## Wiederholungen
Seit 2022 werden die Sendungen des Beat-Clubs in nicht endender, etwa dreitägiger Rotation als auch als einzeln zugreifbare Folgen auf Pluto TV wiederholt. Zeitweilig waren sie auch auf den Sendern VH1 und VH1 Classic zu sehen. Die Titel sind in der Liste der Beat-Club Sendungen nachzulesen.
Beim Streaming-Dienst Magenta TV sind als "The Story of Beat-Club" alle 83 Folgen, aufgeteilt in 8 Staffeln (1 Staffel/Jahr) verfügbar. Einige Folgen sind aus urheberrechtlichen Gründen gekürzt.

## Beat-Club auf DVD
Highlights der Sendungen wurden von der ARD auf DVD veröffentlicht (The Best of ’65 bis The Best of ’72). Neben international bekannten Stars wie Chuck Berry, Gerry & the Pacemakers, Jimi Hendrix, Deep Purple, Black Sabbath, Jethro Tull, Emerson, Lake and Palmer, Atomic Rooster oder The Who traten auch Gruppen im Beat-Club auf, die heute nur noch durch diese Wiederveröffentlichungen in Erinnerung sind, wie die Yankees, die German Blue Flames, The Phantoms, Barry St. John oder Sharon Tandy.
Im März 2009 erschienen drei DVD-Boxen mit jeweils acht DVDs, die fast alle Beat-Club-Sendungen in voller Länge enthalten – es fehlen lediglich zwei „Best of“-Sendungen und eine Sendung, in der ausschließlich Musikvideos gezeigt wurden, sowie der Extra-Beat-Club vom 6. Oktober 1968 mit Frank Zappa und dem Titel Lieder-Liches.
- the story of BEAT-CLUB Volume 1 (1965–1968) [8DVD Box] 2009

  Beat-Club 1 (25. September 1965) – Beat-Club 35 (14. September 1968) – außer den Folgen 9 (Best of), 13 (nur Musikvideos) und 23 (Best of)
- the story of BEAT-CLUB Volume 2 (1968–1970) [8DVD Box] 2009

  Beat-Club 36 (12. Oktober 1968) – Beat-Club 59 (26. September 1970)
- the story of BEAT-CLUB Volume 3 (1970–1972) [8DVD Box] 2009

Beat-Club 60 (24. Oktober 1970) – Beat-Club 83 (9. Dezember 1972)

## Ehrungen
Im November 2019 erschien in der Reihe Deutsche Fernsehlegenden eine Briefmarke zum Beat-Club.

## Sonstiges
- In der Einleitung des schwarzweißen Videoclips zum Cover-Song Respectable von Die Toten Hosen, der im Oktober 2020 erschien, parodiert der Musiker Rocko Schamoni die Anmoderation von TV-Moderator Wilhelm Wieben der ersten Folge der Musiksendung Beat-Club am 25. September 1965. Das Musikstück stammt im Original von The Fourmost und befindet sich auf dem Cover-Album Learning English Lesson 3: Mersey Beat! The Sound Of Liverpool der Toten Hosen.